# Fakulteta za naravne vede v Münchnu
Fakulteta za Geoznanosti v Münchnu (nemško Fakultät für Geowissenschaften) je fakulteta, ki deluje v okviru Univerze v Münchnu.
Trenutni dekan je Gert Wörheide.